# House of Secrets
House of Secrets to drugi album amerykańskiej grupy nu metalowej Otep, wydany w 2004 roku. Teledysk do utworu "Warhead" był w pierwszej dziesiątce na liście najlepszych teledysków według MTV.

## Lista utworów
Wszystkie utwory napisali Otep Shamaya i Greg Wells; wyjątki zaznaczone poniżej.
1. "Requiem" - 2:40
2. "Warhead" (Evil J, Shamaya) - 3:29
3. "Buried Alive" (Rob Patterson, Shamaya, Wells) - 3:42
4. "Sepsis" (Evil J, Shamaya) - 3:29
5. "House of Secrets" - 4:02
6. "Hooks & Splinters" (Evil J, Shamaya, Wells) - 3:33
7. "Gutter" (Shamaya) - 1:02
8. "Autopsy Song" - 3:42
9. "Suicide Trees" - 6:26
10. "Nein" (Patterson, Shamaya, Wells) - 4:13
11. "Self-Made" - 3:40
12. "Shattered Pieces" - 4:11

## Twórcy
- Otep Shamaya - śpiew, gitara basowa, didgeridoo
- "Evil" J. McGuire - gitara basowa, śpiew, gitara
- Greg Wells - stalowe bębny, gitara, perkusja, fortepian
- Joey Jordison (Slipknot) - perkusja
- Rob Patterson - gitara